# Basilique Notre-Dame-du-Mont-Carmel de São Paulo
Cette  basilique n’est pas la seule basilique Notre-Dame-du-Mont-Carmel.
La basilique Notre-Dame-du-Mont-Carmel (en portugais : Basílica de Nossa Senhora do Carmo, aussi qualifiée de Paróquia Matriz) est une basilique située dans la ville de São Paulo, au Brésil. Inaugurée en 1934, elle a été élevée au rang de basilique par le pape Pie XII en 1950.

## Crédit d'auteurs
- (en) Cet article est partiellement ou en totalité issu de l’article de Wikipédia en anglais intitulé « Basílica de Nossa Senhora do Carmo (São Paulo) » (voir la liste des auteurs).